# Mario Kart Arcade GP DX
Mario Kart Arcade GP DX és un videojoc de Mario Kart per als sistemes d'arcade, desenvolupat per Bandai Namco Games en col·laboració amb Nintendo. És la seqüela de Mario Kart Arcade GP 2.

## Jugabilitat

### Forma de joc

Mario i Pac-Man a Peach Castle.

Grand Prix, Clone Battle, i les maneres de dos jugadors apareixen en el joc. El jugador pot triar entre set karts, cinc dels quals són desbloqueables. Abans d'iniciar una carrera, el jugador pot prendre la seva fotografia i decorar-la amb dotze característiques incloses, com un casc de samurai i un vestit de pirata. El jugador pot triar jugar en 50cc, 100cc i 150cc, amb aquests últims dos són desbloqueable. El jugador ha de triar quina de les tres pistes temàtiques (Toad, Mario, Don-chan) vol jugar. Igual que Mario Kart Arcade GP i Mario Kart Arcade GP 2, només hi ha sis corredors en cada cursa en comptes de vuit o dotze. Cada circuit té un límit de temps, i quan el jugador està en primer lloc la seva fotografia té una corona. Quan el jugador completa una volta, llums entre la pantalla de joc canvien el color. La característica principal del joc és que els jugadors poden jugar en cooperatiu, similar a Mario Kart: Double Dash!! en què un jugador és el conductor i la segona tira articles. El joc cooperatiu només és possible mitjançant l'obtenció d'un especial de power-up que transforma kart del jugador en un Fusion Kart que impulsarà i el segon jugador està cridat a controlar la torreta i disparar quantitats il·limitades de closques verdes en qualsevol direcció durant un període limitat. A més, els elements de joc de Mario Kart 7, com ara l'ús de planadors i circuits sota l'aigua són presents.
En lloc de Mario Cards igual que les dues últimes entregues, el jugador pot utilitzar una Banapassport Card per salvar el seu progrés. Com a tal, les cabines tindran connectivitat en línia, però és actualment desconegut si el joc tindrà taules de classificació en línia o multijugador.
Alguns gabinets estan configurats per jugar només carreres d'exhibició individuals, prohibint el joc al Grand Prix o Time Trial. Els jugadors són lliures de triar entre un curs i el personatge (sense caràcters descarregables i vestits), però el tipus de Kart als jugadors en cotxe es determina a través de la ruleta. Cada carrera s'obre la pantalla de "Game Over" després de la finalització, i el kart seleccionat el jugador va ser donat serà diferent en la pròxima carrera que ell/a juga.
El comentari de Mario Kart Arcade GP 2 torna i aquesta vegada, és la veu de Rica Matsumoto, qui fica la veu a Ash Ketchum en la versió japonesa.
Es poden triar entre 23 formes de kart.

### Personatges jugables
L'última versió del joc compta amb un total de tretze personatges jugables (nou són per defecte, tres són desbloquejar, i un és descarregable). S'hi afegeix Don-chan de la sèrie Taiko no Tatsujin als de Mario i a Pac-Man. Els personatges es divideixen en quatre categories de pes (ploma, lleuger, mitjà i pesat). A més, alguns personatges tenen swaps de paletes que es poden seleccionar a la pantalla de selecció de personatge. Actualment, hi ha sis swaps paleta confirmats: Fire Mario, Ice Luigi, Toad Blau, Strawberry Don-chan, Knight Don-chan, Red Yoshi i Dry Bowser.
| Ploma                                       | Lleugers                                    | Mitjans                                     | Pesants                                     |
| Velocitat: 2/4 Acceleració: 3/4 Maneig: 4/4 | Velocitat: 2/4 Acceleració: 4/4 Maneig: 3/4 | Velocitat: 3/4 Acceleració: 3/4 Maneig: 3/4 | Velocitat: 4/4 Acceleració: 2/4 Maneig: 2/4 |
| ------------------------------------------- | ------------------------------------------- | ------------------------------------------- | ------------------------------------------- |
| Toad                                        | Princesa Peach                              | Mario                                       | Donkey Kong                                 |
| Toad Blau*                                  | Yoshi                                       | Fire Mario*                                 | Bowser                                      |
| Don-chan**                                  | Red Yoshi*                                  | Luigi                                       | Wario***                                    |
| Strawberry Don-chan*                        | Waluigi***                                  | Ice Luigi*                                  | Rosalina****                                |
| Knight Don-Chan*                            | Pac-Man                                     |                                             | Metal Mario                                 |
| Bowser Jr.***                               |                                             |                                             | Dry Bowser*                                 |

*: Swap de paleta.
**: Nou a la sèrie Mario Kart Arcade GP.
***: Desbloquejable.
****: Descarregable.

### Ítems
En Mario Kart Arcade GP DX hi ha 100 ítems.
- Mario Coin
- Koopa Troopa
- Green Shell
- Triple Green Shell
- Black Shell
- Triple Black Shell
- Gold Shell
- Triple Gold Shell
- Red Shell
- Bowser Shell
- Spiny Shell
- Basin
- Triple Basin
- Gold Basin
- Tornado
- Triple Tornado
- Thunder Cloud
- Snow Cloud
- Rain Cloud
- Saggy Gummy
- Chain Chomp
- POW Block
- Fireball
- Barrel
- Whisker Missile
- Thunder Stick
- Hammer
- 10T Hammer
- Stretch Punch
- Beam Hand Stick
- Whacking Fan
- Frying Pan
- Horn
- High Beam
- Power Yo-Yo
- Banana Peel
- Triple Banana
- Giant Banana
- Banana Train
- Gold Banana
- Gold Triple Banana
- Tacks
- Triple Tacks
- Smokescreen
- Triple Smoke
- Paintbrush
- Triple Paintbrush
- Porcupuffer
- Triple Porcupuffer
- Square Tire
- Triple Square Tire
- Big Tire
- Pie
- Triple Pie
- Fake Item Box
- Firecracker
- Sticky Oil
- Bob-omb
- Mouse Catcher
- Flare Ball
- Thwomp
- Rally X
- Broken Wheel
- Pie Bazooka
- Rabbit Ear
- Nose Glasses
- Paper Mushroom
- Mini Mushroom
- Rampaging Top
- Pie Kart
- Pun Mike
- Super Mike
- Magnet
- Super Star
- Giant Mushroom
- Heavy Mushroom
- Absorbing Mushroom
- Invisible Mushroom
- Mushroom Powder
- Dash Propeller
- Boo
- F.L.U.D.D.
- Laughter Bag
- Dizziness Virus
- Shield
- Reflect Shield
- Galaga
- Spike Ball
- Flaming Tender
- Energy Drink
- Power Ball
- Scuttle Bug
- Off-key Speaker
- Time Bomb
- Wheel Virus
- Jumbo Gummy
- Piranha Plant
- Egg of Mystery
- Ojama Frame
- Ojama Seal
- Ojama Kanban

### Circuits
El joc compta amb 10 pistes de carreres, tots els quals comparteixen els dissenys de pista generals dels cursos en Mario Kart Arcade GP 2 però modificat de manera significativa, sobretot per alterar el seu tema. Només els de Mario i Bowser Copes mantenen la marca original de les seves pistes, mentre que la Copa Yoshi torna la Copa del Toad, la Copa de Donkey Kong es converteix en la Copa Don-Chan, i la Copa Waluigi es converteix en la Copa Bowser Jr.. Els Wario, Pac-Man, i Rainbow Copes s'eliminen per complet.
- Toad Cup. Conté els dos circuits Peach Castle i Kingdom Way.
- Mario Cup. Conté Splash Circuit i Tropical Coast.
- Don-chan Cup. Conté Bon Dance Street i Omatsuri Circuit.
- Bowser Jr. Cup. Conté Aerial Road i Sky Arena.
- Bowser Cup. Conté Bowser Factory i Bowser Castle.

## Actualitzacions
Les versions americana i europea de Mario Kart Arcade GP DX van sortir a les cases arcade d'aquestes regions a principis de 2015, però el 7 de juliol van rebre la seva primera actualització, que eleva el joc a la versió 1.04 EX. aquesta actualització va portar una sèrie de novetats, com els pilots Metal Mario i Rosalina, seixanta nous ítems (entre els quals Thwomp, Mega Mushroom i Triple Gold Shell), 98 nous karts (incloent colors alternatius per a alguns models), nous canvis de rostre per als jugadors (incloent el Pare Noel i una calavera) i una nova pantalla de títol. A més d'això, la mecànica de derrapar va rebre una actualització, essent possible ara activar tres nivells diferents de turbo basats en la distància del derrapat.
Bandai Namco Games ha anunciat actualitzacions anuals durant cinc anys per a Mario Kart Arcade GP DX. La versió japonesa del joc, llançada el juliol de 2013, també va rebre al juny una actualització, que ha afegit l'opció de cercar oponents a la regió per disputar patides multijugador en línia, funció que possiblement serà disponibilitzada amb una propera actualització occidental.
Gairebé tres anys després del seu llançament oficial, Mario Kart Arcade GP DX va rebre una nova actualització al Japó el 21 d'abril de 2016, que afegeix el següent:
- Nous circuits
  - Pac-Man Stadium.
  - Namco Circuit.
- Nous elements a la panatlla de joc
  - Les fotografies han estat afegides al costat dret de la pantalla (rànquing) perquè els jugadors coneguin millor la posició dels corredors.
  - Els corredors afectats per ítems tindran una foto gran quan s'ensenyi a la pantalla.
  - Un senyal d'avís apareixerà cada cop que algú intenti llançar un ítem rastrejador en la seva direcció.
- Circuits recomanats i Trial Karts
  - Els modes Local Versus i Co-op han rebut l'opció Recommended Courses, on sis circuits (dels dotze que estan disponibles al joc) estan indicats per als jugadors, dividides per dificultat: Easy, Normal, Hard i Very Hard; per deshabilitar aquesta opció, n'hi ha prou en prémer el botó Mario.
  - Els jugadors que no tinguin una targeta BanaPassport (utilitzat per desar informació) ara també poden triar tres Trial Karts: un kart normal i dos triats aleatòriament. Els Trial Karts només poden ser utilitzats en els modes Local Versus i Co-op, i no permeten activar l'escut a l'utilitzar la tècnica Jump Drift (derrapar).
- Alteracions de jugabilitat i altres
  - El botó Mario ara acciona el salt dels karts.
  - Utilitzar la tècnica Jump Drift mentre guia un Special Kart genera un escut que protegeix d'un atac.
  - Els ítems han estat rebalancejats.
  - El mode cooperatiu ara està disponible per a qui utilitzi un BanaPassport.
  - El mode Team Versus ha estat eliminat.
  - Al registrar una targeta BanaPassport, guanya un model Special Kart anomenat Lightning Champ i dotze tipus d'ítems diferents.
  - Les Mario Coins estaran repartides per les pistes als modes Grand Prix i National Versus, o si està utilitzant una targeta BanaPassport.

## Desenvolupament
El joc va ser llançat al Japó el 25 de juliol del 2013 i es va pensar que sortiria a Occident el 2014 (encara que es va anunciar per a finals de 2013), encara que es podia jugar del 16 de febrer de 2014 a l'abril de 2014 als restaurants nord-americans Dave & Buster's. Va sortir un tràiler anglès el 15 de juliol de 2014. El 12 de març de 2015 el canal de YouTube WiiFolderJosh publica un vídeo de la versió americana, i el 29 de març se'n publiquen dos més certificant la seva arribada a Amèrica i a Europa.